# Die Toten Hosen
Die Toten Hosen (trad. literal "Els pantalons morts" = simbòlic per a "Festa avorrida", en alemany) és un grup de punk-rock de Düsseldorf, Alemanya. Amb més de 30 anys de trajectòria i cantant la majoria dels temes en alemany, han aconseguit fama internacional, des del Regne Unit fins a Sud-amèrica.

## Formació (2007)
- Cantant: Campino (Andreas Frege)
- Guitarra: Kuddel (Andreas von Holst)
- Guitarra: Breiti (Michael Breitkopf)
- Baix: Andi (Andreas Meurer)
- Bateria: Vom Richie (Stephen George)

### Altres integrants que van passar per la banda
- Bateria: Jakob Keusen
- Bateria: Wölli (Wolfgang Rohde)
- Bateria: Trini (Klaus-Dieter Trimpop)
- Guitarra: Walter November

## Història

### 1982 a 1990
La banda va començar com a tal, de la fusió de dues altres bandes prèvies (ZK i KFC). El grup format llavors per Trini Trimpop a la bateria, Andi al baix, Kuddel, Breiti i Walter a les guitarres i Campino a la veu van gravar els dos primers temes: Wir sind Bereit i Reisefieber.
Van seguir algunes gires a prop de la seva ciutat natal i el 1983, al deslligar-se Walter de la banda per convertir-se en testimoni de Jehovà, es dediquen a gravar el seu primer disc complet, que s'anomenaria Opelgang (Passeig en Opel).

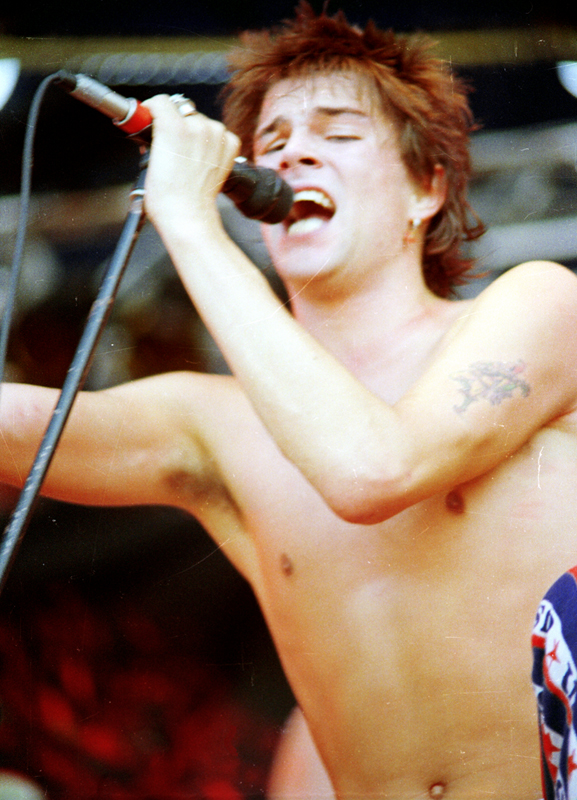
Campino, cantant de Die Toten Hosen.

Els Hosen es van burlar del cantant de hits Heino. Junt amb Norbert Hähnel (un punk propietari d'un bar a Berlin) que es va fer passar pel "veritable Heino", la banda va fer una gira, fins que van ser amenaçats pel Heino original amb un judici.
L'últim concert del "veritable Heino" es va portar a terme a Berlin-Kreuzberg, després d'això el personatge va ser enterrat. Al costat de Die toten Hosen hi havia també Die Ärzte i Fury in the Slaughterhouse com a convidats en aquest concert de comiat.
El primer disc va ser molt ben rebut i molt aviat van ser catalogats per alguns com la banda punk número u d'Alemanya.
El reconeixement va desbordar les fronteres, ja que van ser convidats pel locutor de la BBC John Peel per presentar-s'hi. El següent disc, Unter falscher Flagge (Sota una falsa bandera), va rebre excel·lents crítiques en gairebé tots els mitjans i incloïa un dels seus temes més reconeguts, Liebesspiele.
La gira de presentació de Unter falscher Flagge va començar el maig i dels 38 xous, 28 van patir algun tipus d'accident: baralles, prohibicions, i fins a cancel·lacions d'últim moment. Però la gira va arribar a països com Hongria, que es trobaven encara sota el règim comunista i a l'altra banda de la Cortina de ferro
A fins de 1985 Trinipop passa de la bateria al lloc de mànager de la banda. El seu lloc és ocupat temporalment per Jakob Keusen i després el gener del 1986 Wölli es fa càrrec de la bateria.
En 1987 treuen el disc Never Mind the Hosen - Here's Die Roten Rosen parodiant al famós àlbum dels Sex Pistols. Aquest disc conté versions de temes famosos alemanys en un irònic intent de demostrar que moltes vegades entre el conformisme i el punk només hi ha una diferència de ritme. Va ser el primer disc de la banda a situar-se entre els primers llocs de venda. També van editar el seu primer disc en viu, Bis zum bitterem Ende, que van presentar en una gira Ein bunter Abend für eine schwarze Republik (Una acolorida nit per a una negra república).
1988 van gravar el disc Ein kleines bisschen Horrorschau. L'àlbum complet està basat en la pel·lícula de Stanley Kubrick, La Taronja Mecànica, film de culte en l'escena punk. Aquest disc inicia amb el tema Hier kommt Alex, un dels temes més famosos de la banda. En 1993 es va realitzar a Bonn una obra de teatre basada en el llibre i els membres de la banda van participar com a actors i músics.
Per a la presentació de l'esmentat disc van realitzar una gira dividida en dues parts. Va ser durant aquesta gira que els Toten Hosen van crear una curiosa manera d'ajudar el Fortuna Düsseldorf: Fortuna-Mark Un marc de cadascun dels tiquets venuts aniria a un fons per a regalar dos jugadors per al club.
A mitjans de 1989 mentre realitzaven una gira per França, van arribar notícies de la caiguda del mur de Berlín, per la qual cosa el grup va suspendre el tour per anar directe a Berlín i formar part de les celebracions espontànies que ocorrien en aquesta ciutat.
De tornada a Düsseldorf, es tanquen per gravar el seu setè disc d'estudi Auf dem Kreuzzug Ins Glück.

### 1990 a 2000
En 1990 van tocar com suports de grans bandes com AC/DC, U2 i The Rolling Stones. També van continuar fent recitals en les cases dels fans i accions per l'estil.
El CD Learning English - Lesson One que està format per versions de temes clàssics del punk anglosaxó. En la gravació de cadascuna de les cançons va participar algun dels intèrprets originals del tema. Van aconseguir cantar la cançó Punk Was amb el lladre Ronald Biggs que havia participat en el tema fet pels Sex Pistols. Per presentar aquests discos realitzen una gira mundial que els porta a Suècia, Argentina, Brasil, Anglaterra i Noruega.
L'any 1993 inicia amb l'àlbum Kauf Mich en el primer lloc de vendes. Aquest disc parla sobre el consum, la propaganda i l'extremisme de dreta. Campino descriu aquest disc dient: Després de no escriure res fa tres anys, havia de treure molta merda. Aquest és el disc més cínic que hem fet!.
Aquest mateix any van treure un àlbum de gran èxits, la coberta del qual tenia a la banda i 20 dones nues, inspirat en la coberta d'un disc de Jimi Hendrix. El 1994 van treure una altra versió amb les lletres en anglès i el títol Love, Peace & Money. Aquest mateix anys Die Toten Hosen estableix el seu propi segell discogràfic JKP, Jochens Kleine Plattenfirma (el petit segell de Jochen). Malgrat que la banda sempre es va encarregar de tots els seus afers, aquest va ser el pas final per a la seva autonomia. La resta de l'any s'ho van dedicar a programes de ràdio, partits d'hoquei sobre gel i algunes protestes polítiques. Va caler esperar fins a 1996 per a un nou àlbum d'estudi.
L'èxit comercial més gran de la banda va ser el tema Zehn kleine Jägermeister, que va fer que ocupessin el primer lloc de vendes de singles de 1996. L'esmentat tema formaria després part del disc Opium fürs Volk, que també tindria Bonny und Clyde i Nichts bleibt für die Ewigkeit.
Juntament amb Iggy Pop van tocar en l'últim recital de The Ramones a Buenos Aires, a l'estadi de River. En aquesta ocasió, que era el comiat de la banda novaiorquesa, Campino va grimpar pel sostre de l'escenari, fins a penjar-se de cap per aball i continuar cantant un tema davant 50000 sorpresos espectadors.
Entre 1982 i 1997 Die Toten Hosen van oferir 1.000 concerts. Per celebrar-ho el 28 de juny de 1997, van tocar en el Düsseldorfer Rheinstadion, l'estadi del seu estimat Fortuna davant 60.000 persones, amb bandes convidades com Bad Religió i Goldfinger. Però l'esmentada nit és tràgicament recordada per la mort d'una espectadora holandesa de 16 anys, Rieke Lax, que va ser aixafada per la multitud. Després de consultar-ho amb seguretat i la Creu Roja van continuar el recital amb cançons tranquil·les per evitar el pànic.
Després d'això la banda va estar a punt de deixar de tocar. I es va resistir a toca en lloc amb grans quantitat de gent. Van compondre el tema Alles ist eins.
El següent recital en viu va ser a Austràlia en el marc del "Warped Tour".
En 1998 van gravar Wir warten aufs Christkind amb el pseudònim Die Roten Rosen. És un àlbum de cançons nadalenques.
En 1999 treuen el disc "Unsterblich" (Immortal). En aquest any, Wölli abandona la bateria per problemes en el braç i un accident, i passa a ser un membre honorífic. La bateria és ocupada per Vom.

### 2000 fins avui
Com a fanàtics del Fortuna Düssdorf van ser els seus auspiciants des de 2001 al 2003, moments que el club estava en grans dificultats econòmics.
El 2002 van editar l'àlbum Auswärtsspiel i el segon disc de grans èxits "Reich & Sexi II - Die fetten Jahre" com també un DVD.
El tema de difusió i que dona nom al disc Auswärtsspiel (Joc de visitant) va ser dedicat als seus fans a l'Argentina, país que no van dubtar a visitar en la gira de presentació de l'esmentat àlbum malgrat trobar-se aquest en una important crisi econòmica.
En 2004 van treure un DVD en viu i també el seu propi programa a la MTV i el disc de Zurück zum Glück és de platí.

## Estil musical
Al llarg dels seus 20 anys de trajectòria els temes de les seves cançons van canviar gradualment. En un començament eren principalment divertides i passatgeres per tornar-se després sobre temes més seriosos. A partir de finals de la dècada del 80, van tocar més temes socials i polítics com el racisme i la xenofòbia.

## Die toten Hosen i el Fortuna 95
Essent fans de l'equip de la seva ciutat, el Fortuna Düsseldorf. El van ajudar econòmicament en més d'una ocasió. Van donar part de la recaptació en alguns dels seus recitals, i fins i tot van aportar per a la contractació d'algun talent. Tot el que ajudi el Fortuna, és legítim va explicar Campino.
Actualment financen les divisions juvenils de l'esmentada institució.

## Discografia

### Àlbums
| - Opel-Gang – 1983 - Unter falscher Flagge – 1984 - Damenwahl – 1986 - Never mind the Hosen - Here's Die Roten Rosen – 1987 - Bis zum bitteren Ende – 1987 Live - Ein kleines bisschen Horrorschau – 1988 - Auf dem Kreuzzug ins Glück - 125 Jahre Die Toten Hosen – 1990 Àlbum doble - Learning English, Lesson One - 1991 - Reich & Sexi – 1993 Best of - Kauf MICH! – 1993 - Love, Peace & Money – 1994 Best of - Opium fürs Volk – 1996 - Im Auftrag des Herrn – 1996 Live | - Wir warten auf's Christkind – 1998 (Die Roten Rosen) - Crac Landing – 1999 Australisches Album - Unsterblich – 1999 - Auswärtsspiel – 2002 - Reich & Sexi II - Die fetten Jahre – 2002 Best of - Zurück zum Glück – 2004 - Nur zu Besuch: Die Toten Hosen - Unplugged im Wiener Burgtheater 2005 Live - In aller Stille - 2008 - Machmalauter Live 2009 Live - La hermandad – En el principio fue el ruido (En el final fue el silencio) 2009 Best of [Argentina] - Największe Przeboje 2010 Best of - All die ganzen Jahre 2011 Best of - Ballast der Republik - 2012 |

### Singles
| - Wir sind bereit – 1982 - Reisefieber - 1982 - Eisgekühlter Bommerlunder/Opelgang - 1983 - Hip Hop Bommi Bop - 1983 - Schöne Bescherung - 1983 - Kriminaltango mit Kurt Raab - 1984 - Liebesspieler/Die John Peel Session – 1984 - The Battle of the Bands – 1985 EP - Faust in der Tasche - 1985] - Das Altbierlied - 1986 - Never Mind The Hosen - Here's Die Roten Rosen - 1987 - Alle Mädchen wollen küssen - 1987 - Hier kommt Alex - 1988 - 1000 gute Gründe - 1989 - Azzurro - 1990 - Alles wird gut - 1990 - All die ganzen Jahre - 1990 - Carnival In Rio (Punk Was) – 1991, amb Ronald Biggs - Baby Baby - 1991 - Whole Wide World - 1992 - If The Kids Are United - 1992, Sägezahn-CD mit Sham 69 (Individual) - Sascha... - 1992 - Wünsch DIR was - 1993 - Alles aus Liebe - 1993 - Kauf MICH ! - 1994 - Put your money where your mouth is... - 1994 | - Sexual - 1994 - Nichts bleibt für die Ewigkeit - 1995 - Paradies - 1996 - Bonnie & Clyde - 1996 - 10 kleine Jägermeister - 1996 - Alles aus Liebe - Live - 1997 - Weihnachtsmann vom Dach - 1998 - Pushed Again - 1998 - Auld lang Syne - 1999 - Schön sein - 1999 - Unsterblich - 2000 - Bayern - 2000 - Warum werde ich nicht satt? - 2000 - Was zählt - 2001 - Kein Alkohol (ist auch keine Lösung)! - 2002 - Steh auf, wenn du am Boden bist - 2002 - Nur zu Besuch - 2002 - Frauen dieser Welt - 2002 - Friss oder stirb – 2004 - Ich bin die Sehnsucht in Dir - 2004 - Walkampf - 2004 - Alles Wird Vorübergehen - 2005 - Freunde - 2005 - Hier kommt Alex (Unplugged) - 2005 - The Guns of Brixton (Unplugged) - 2006 |

### Singles de promoció
| - The Nightmare Continues - 1991 - Mehr davon - 1992 - The return of Alex - 1994 | - Tout pour sauver l'Amour - 1995 - Soul Therapy - 1998 |

### Samples
- Gegen Nazis
- Partisanen
- You're Dead (OST)- 1999
- On the Run (Pro Asyl) - 2004
- Punk Rock BRD Vol. 1 und 2 2004

## Videografia

### DVDs
- Die Toten Hosen - Heimspiel - Live In Düsseldorf 2006
- Die Toten Hosen - Nur zu Besuch - Unplugged im Wiener Burgtheater 2006
- Die Toten Hosen - Friss oder Stirb - Die DVD 2005
- Die Toten Hosen - Rock am Ring 2004
- Die Toten Hosen - Im Auftrag des Herrn/Wir warten aufs Christkind (DVD doble) 2003
- Die Toten Hosen - Reich & Sexi II: Die fetten Jahre 2002
- Die Toten Hosen - Live in Buenos Aires 2001

### Vídeos
- Die Toten Hosen - En Missió del Señor - Live in Buenos Aires 2001
- Die Toten Hosen Doppel DVD - 1998 - Die Toten Hosen & Die Roten Rosen - Wir warten auf's Christkind - Live! 1998 Die Toten Hosen - Im Auftrag des Herrn - Live 1996
- Die Toten Hosen - Reich & Sexi 1993
- Die Toten Hosen - 3 Akkorde für ein Halleluja 1989